# Calambre (álbum)
Calambre es el primer álbum de estudio de la cantante, compositora y rapera argentina Nathy Peluso. Grabado entre las ciudades de Barcelona, Buenos Aires y Los Ángeles, el álbum fue lanzado el 2 de octubre de 2020 a través de Sony Music España.

## Antecedentes
Las sesiones de grabación profesional para la confección del álbum comenzaron a principios de 2019, poco después de que Peluso firmara un contrato discográfico con Sony Music. A medida que llegó al público general en España gracias, en gran parte, a su actuación como invitada en el programa de talentos de televisión Operación Triunfo en marzo de 2020, el proceso de creación del álbum se aceleró. Una gira que habría visitado grandes festivales de música como Coachella y Lollapalooza estaba programada para principios de 2020, pero se canceló por completo debido a la pandemia de COVID-19. El título del álbum, la portada y la fecha de lanzamiento se anunciaron a través de las redes sociales el 15 de septiembre de 2020.

## Grabación
Peluso afirmó para la revista Remezcla que durante el proceso creativo del disco "se me ocurrió el disco en términos de conceptos y grandes ideas, y luego tuve la suerte de trabajar con la persona que fue mi mano derecha en este proyecto: Rafael Arcaute". Me ayudó a dar forma a todas las ideas y a unir el proyecto, y me puso en contacto con algunos de los productores que mencionaste, como Illmind y Ángel López y un montón de músicos, como Spinetta, a quienes admiro mucho. muy divertido porque tuvo lugar en todo el mundo. Empecé a grabar en España con mis técnicos, luego me fui a Argentina para «Buenos aires» y grabé en su estudio original. Nunca me imaginé hacer eso. Luego fui a Los Ángeles y todo fue tan natural: nos encerramos en el estudio y, improvisando durante horas, se nos ocurrieron canciones como «Sana sana» y «Trio». Hay toneladas de gente y soy muy malo para nombrar a todos, pero fue un gran honor trabajar con músicos que son tan grandes en géneros que admiro tanto y que he estudiado sin parar". Calambre puede ser también visto como un álbum conceptual, es decir, que sigue una narrativa lineal, aunque no aplique para todas las canciones del disco. Se entiende Calambre como una historia de amor, pasando por la melancolía en "Buenos Aires"; por las etapas más pasionales de un romance en "Delito", "Sugga" y "Trío", por las fases de desesperación por ese amor en "Llamame" y "Amor Salvaje", ya casi al final pasando por el dolor y el quiebre en "Arrorró", y agregando la rabia en "Puro Veneno" y "Agarrate". 

## Recepción

### Comentarios de la crítica
Para promocionar el álbum, el sello discográfico Sony Music declaró desde Miami que «Calambre es el tipo de álbum de firma que muchos artistas se pasan toda la vida persiguiendo. La gran visión de Nathy Peluso se ha logrado en este trabajo que captura un rayo en una botella y eleva el listón de la música. excelencia». Jesús García Serrano de Mondosonoro lo calificó con 7 estrellas de 10 afirmando que «no cabe duda del talento y de la versatilidad de Nathy Peluso; una voz con potencia a raudales, que viene a darle un soplo de aire fresco al pop latino, fusionando sonidos urbanos con géneros clásicos. Sus letras canallas y su pose son otra historia, lo mismo te empoderan que hacen que te lleves las manos a la cabeza». Jordi Bardají de Jenesaispop le otorgó una calificación de 8 sobre diez y expresó que «en muchos casos parece que Nathy ha puesto su letra, y también su voz, ante la posibilidad de hacer un disco que renueve o muestre los sonidos con los que ha crecido desde otro punto de vista. En su caso al menos acompañan algunas grandes canciones, pero quizás depender demasiado de sus influencias hoy era inevitable». La revista Billboard lo describió como «una caja llena de sorpresas, que muestra la versatilidad vocal y rítmica de Peluso. [...] El Calambre bilingüe, en general, es seductor, feroz y sin complejos». Rodrigo Guerra de El País comentó que «este es disco que termina de poner a Peluso como uno de los grandes nombres del momento». Julyssa Lopez de la revista Remezcla escribió: «Calambre [...] ofrece aún más de la variedad que Peluso ha estado buscando. Mientras continúa impulsando los sonidos de R&B y hip hop en cortes como "Amor Salvaje" y "Llamame", Peluso también prueba ideas que también son completamente nuevas para ella. Hay una propuesta salsera en “Puro Veneno”, uno de los momentos más enérgicos del disco, y una versión actualizada del tango en “Agarrate”, un guiño a su Argentina natal. El registro es directo e implacable, lo que parece ser exactamente su objetivo».
Ángel Taranilla de Neo2 Magazine opinó: «Desde el jazz hasta el hip hop… Nathy hace un auténtico recorrido por una lista muy variada de estilos musicales con los que la argentina consigue hacernos conectar a través de sus beats más profundos y potentes. Una auténtica descarga eléctrica evadirnos de la realidad durante un momento».
Por el contrario, Peluso ha sido acusada de apropiación cultural por algunas publicaciones de Internet, debido a su uso de la simbología caribeña y afroamericana. A pesar de ser de Argentina y haber vivido en España desde su adolescencia. Algunos acusaron de blackfishing y tratando de copiar la rapera estadounidense Hurricane G. Muchos compararon la situación de Peluso con la que sufrió la cantante española Rosalía después de realizar su segundo álbum, El mal querer, que combinaba música flamenca con sonidos urbanos modernos. Asimismo, fue acusada de apropiarse de la cultura del pueblo romaní y Andaluces.

### Reconocimientos
La revista Billboard lo incluyó en su lista de los veinticinco mejores álbumes latinos de 2020. El sitio web Jenesaispop y MondoSonoro también lo incluyeron en su lista de los cincuenta mejores álbumes de 2020 en los puestos 42 y 33, respectivamente, el periódico El País también añadió dentro de los 25 mejores discos del año. De igual forma, la edición argentina de la revista Rolling Stone escribiendo que «En Calambre hace gala de todas esas multitudes que contiene y se va por el nasty rap en "Business Woman", juega al merengue en "Puro veneno" y le canta a Buenos Aires también. [...] Pero, por las dudas, en "Sana Sana" afirma: "Soy argenta como la Negra Sosa"». Asimismo, ha sido agregada en múltiples listas de fin de año.

## Premios y nominaciones
| Año  | Premio                 | Categoría                      | Resultado | Ref(s).       |
| ---- | ---------------------- | ------------------------------ | --------- | ------------- |
| 2021 | Premios Odeón          | Mejor álbum urbano             | Nominado  | [ 23 ] [ 24 ] |
| 2021 | Premios Carlos Gardel  | Mejor álbum pop alternativo    | Ganador   | [ 25 ]        |
| 2021 | Premios Carlos Gardel  | Mejor diseño de portada        | Nominado  | [ 25 ]        |
| 2021 | Premios Carlos Gardel  | Mejor nuevo artista            | Ganador   | [ 25 ]        |
| 2021 | Premios Carlos Gardel  | Álbum del año                  | Nominado  | [ 25 ]        |
| 2021 | Premios Grammy Latinos | Mejor álbum música alternativa | Ganador   | [ 26 ]        |

## Lista de canciones
| Calambre |                  |                                                                       |                                                               |          |  |
| N.º      | Título           | Escritor(es)                                                          | Productor(es)                                                 | Duración |  |
| 1.       | «Celebré»        | Rafa Arcaute                                                          | Nathy Peluso, Pedro Campos                                    | 3:37     |  |
| 2.       | «Sana sana»      | Ángel López, Federico Vindver, Gino Borri, Illmind, Peluso, Arcaute   | Arcaute, Ángel López, Federico                                | 2:59     |  |
| 3.       | «Buenos Aires»   | Peluso, Campos, Arcaute                                               | Arcaute                                                       | 4:00     |  |
| 4.       | «Delito»         | Márquez, Al Hug, Vindver, Borri, Peluso, León perlado, Arcaute, Rvnes | Al Hug, Vindver, Borri, Peluso, León perlado, Arcaute, Rvnes, | 3:23     |  |
| 5.       | «Sugga»          | Peluso, Campos                                                        | Pop Wansel, Happy Perez                                       | 3:10     |  |
| 6.       | «Trío»           | Elena Rose, Vindver, Borri, Mosley Bros, Peluso, Arcaute              | Arcaute                                                       | 3:06     |  |
| 7.       | «Business Woman» | Peluso, Campos                                                        | Pedro Campos, Arcaute, Vindver                                | 3:47     |  |
| 8.       | «Llamame»        | Peluso, Campos                                                        | Arcaute                                                       | 3:41     |  |
| 9.       | «Amor salvaje»   | Peluso, Campos                                                        | Campos, Arcaute                                               | 3:13     |  |
| 10.      | «Arroró»         | Peluso, Campos                                                        | Arcaute                                                       | 1:28     |  |
| 11.      | «Puro veneno»    | Peluso, Campos, Arcaute                                               | Arcaute, Ramón Sánchez                                        | 4:08     |  |
| 12.      | «Agarrate»       | Peluso, Campos, Arcaute                                               | Arcaute                                                       | 4:02     |  |
| 40:31    |                  |                                                                       |                                                               |          |  |

Notas
- «Sana sana» contiene una muestra de «Excelente» de Princess Nokia.[28]

## Posicionamiento en listas
| Lista (2020)        | Mejor posición |
| ------------------- | -------------- |
| España (PROMUSICAE) | 5              |

| Lista (2021)        | Mejor posición |
| ------------------- | -------------- |
| España (PROMUSICAE) | 48             |

## Certificaciones
| País   | Organismo certificador | Certificación | Ventas certificadas | Ref.   |
| ------ | ---------------------- | ------------- | ------------------- | ------ |
| España | PROMUSICAE             | Oro           | 20 000              | [ 31 ] |

## Historial de lanzamientos
| Región    | Fecha                | Formato(s)                 | Discográfica | Ref.   |
| --------- | -------------------- | -------------------------- | ------------ | ------ |
|           | 2 de octubre de 2020 | Descarga digital streaming | Sony Music   | [ 32 ] |
| Argentina | 2 de octubre de 2020 | CD LP                      | Sony Music   | [ 33 ] |
| España    | 2 de octubre de 2020 | CD LP                      | Sony Music   | [ 34 ] |